# Zasebni muzej
Zasebni muzej je največkrat bolj ali manj urejena lokalna zbirka eksponatov, običajno na zelo omejeno temo, ki ga vodijo posamezni navdušenci, zbiratelji, društva ali podjetja.

## Zgodovina muzejev
Zgodnji muzeji so se začeli kot zasebne zbirke bogatih posameznikov, družin ali umetniških ustanov ter redkih ali radovednih naravnih predmetov in artefaktov. Ti so bili pogosto razstavljeni v tako imenovanih sobah za čudeže ali omarah radovednežev. Eden najstarejših muzejev, ki jih poznamo, je muzej Ennigaldi-Nanna, ki ga je zgradila princesa Ennigaldi na koncu novobabilonskega cesarstva. Muzej sega v okoli 530 pred našim štetjem in je vseboval artefakte iz prejšnjih mezopotamskih civilizacij. Zlasti je bila na tem mestu najdena glinena tablica, napisana v treh jezikih, ki navaja zgodovino in odkritje muzejskega predmeta.
Javni dostop do teh muzejev je bil pogosto mogoč za 'ugledne', zlasti do zasebnih umetniških zbirk, vendar po želji lastnika in njegovega osebja. Eden od načinov, da so elitni moški v tem obdobju pridobili višji družbeni status v svetu elit, je bil, da so postali zbiratelji teh redkih predmetov in jih prikazovali. Številni predmeti v teh zbirkah so bili nova odkritja in ti zbiratelji ali naravoslovci, saj so se mnogi od teh ljudi zanimali za naravoslovne vede, so jih radi pridobili. S postavitvijo svojih zbirk v muzej in na ogled niso samo pokazali svojih fantastičnih najdb, ampak so muzej uporabili tudi kot način za razvrščanje in »upravljanje empiričnega gradiva, razširjanje starodavnih besedil, povečanje potovanj, potovanja zaradi odkritij in nastale so bolj sistematične oblike komunikacije in izmenjave«.

## Pregled
Za razliko od drugih muzejev in podobnih inštitucij, zadolženih za hrambo, razstavljanje in vzdrževanje eksponatov, ki jih upravlja Ministrstvo za kulturo kot javne zavode ter jih financira država, pri zasebnih muzejih in zbirkah znanstveni nadzor in sistematična dokumentacija nista vedno zagotovljena. Zato so zasebni muzeji pomembni za zgodovinsko raziskovanje le, če dopolnjujejo podobne nacionalne zbirke. Pod določenimi pogoji lahko zasebni muzeji prejemajo tudi državna sredstva in v teh primerih je največkrat možna primerjava z javnimi muzeji.
Številni, zlasti manjši zasebni muzeji in zbirke ne izpolnjujejo zahtev Mednarodnega muzejskega sveta (ICOM). Glavni razlog je, da pri zasebnih muzejih strokovno usposobljeno osebje ni na razpolago in niso zagotovljeni viri financiranja za redno obratovanje, zato imajo zasebni muzeji in zbirke ponavadi le zelo omejen odpiralni čas, ali pa so odprti zgolj ob vnaprejšnji najavi in dogovoru. 
Pogosto se zasebni muzeji in zbirke osredotočajo na zabavo in informiranje o določeni tematiki ter predstavljajo dopolnitev lokalne turistične ponudbe. Tipični primer prvotno zasebne zbirke je znani muzej voščenih lutk Madame Tussaud v Londonu (odprt 1835), ki ima sedaj oddelke širom po svetu.